# Egvad Sogn (Ringkøbing-Skjern Kommune)
 For alternative betydninger, se Egvad Sogn. (Se også artikler, som begynder med Egvad Sogn)
Egvad Sogn er et sogn i Skjern Provsti (Ribe Stift).
I 1800-tallet var Egvad Sogn anneks til Lønborg Sogn. Begge sogne hørte til Nørre Horne Herred i Ringkøbing Amt. Lønborg-Egvad sognekommune blev senere delt, så hvert sogn dannede sin egen sognekommune. Ved kommunalreformen i 1970 blev både Lønborg og Egvad indlemmet i Egvad Kommune, der ved strukturreformen i 2007 indgik i Ringkøbing-Skjern Kommune.
I Egvad Sogn ligger Egvad Kirke. Tarm Kirke blev i 1912 indviet som filialkirke til Egvad Kirke, og Tarm blev et kirkedistrikt i Egvad Sogn. I 1980 blev Tarm Kirkedistrikt udskilt som det selvstændige Tarm Sogn.
I Egvad Sogn findes følgende autoriserede stednavne:
- Bisgård (bebyggelse)
- Blåkilde (bebyggelse)
- Foersum (bebyggelse, ejerlav)
- Gredsbøll (bebyggelse)
- Krages (bebyggelse)
- Ålbæk Eng (areal)